# 巴西棒球代表隊
巴西棒球代表隊，代表巴西參加國際棒球賽事的國家代表隊。

## 簡介
比起足球、排球、籃球等運動，棒球在巴西國內並不盛行，但由於巴西自1908年起移入了大批的日本移民，如今當地已有150萬的日裔人口，因此巴西主要的棒球運動人口是由日裔人士所組成的。
2019年美國職棒大聯盟首次在巴西舉辦「Play Ball」棒球活動，不過在過去的幾年間大聯盟已在巴西建立「棒球菁英發展計畫」，也使得巴西人對棒球的熱情日與俱增。截至目前有3名球員正在大聯盟效力，分別是克里夫蘭印地安人的捕手楊·高姆茲、堪薩斯市皇家外野手奧蘭多（Paulo Orlando）以及亞特蘭大勇士投手路易斯·鄉原（Luiz Gohara），其中高梅茲是巴西棒球史上首位在大聯盟出賽的球員，至於皇家隊的外野手奧蘭多則在2015年隨皇家奪得世界大賽冠軍後，成為史上首位在世界大賽出賽以及獲得冠軍戒指的巴西球員。
曾參與過世界盃、州際盃、泛美運動會和美洲盃的比賽，但成績均不佳。亦有少數日裔巴西籍的選手前往日本社會人球隊打球，其中日裔巴西籍選手克萊柏和席瓦，曾在中華職棒的誠泰COBRAS擔任投手。
在2013年世界棒球經典賽資格賽中，巴西相繼以3:2擊敗巴拿馬隊、7:1擊敗哥倫比亞隊後，於出線賽以1:0再度擊敗巴拿馬隊，晉級了分組預賽，是近年來戰績最佳的一役。
分組預賽中雖以3連敗淘汰，但在出戰日本隊和古巴隊比賽中均險讓對手翻船，終場只以3:5和2:5小輸；表現傑出。

## 國際賽成績

### 世界棒球經典賽
| 會內賽    | 會內賽    | 會內賽    | 會內賽 | 會內賽 | 會內賽 | 會內賽 |        | 資格賽 | 資格賽 | 資格賽 | 資格賽 |
| 年份      | 輪        | 名次      | 勝     | 負     | 得分   | 失分   | 勝     | 負     | 得分   | 失分   |        |
| --------- | --------- | --------- | ------ | ------ | ------ | ------ | ------ | ------ | ------ | ------ | ------ |
| 2006      | 未參加    | 未參加    | 未參加 | 未參加 | 未參加 | 未參加 | 未舉行 | 未舉行 | 未舉行 | 未舉行 |        |
| 2009      | 未參加    | 未參加    | 未參加 | 未參加 | 未參加 | 未參加 | 未舉行 | 未舉行 | 未舉行 | 未舉行 |        |
| 2013      | 第一輪    | 14        | 0      | 3      | 7      | 15     | 3      | 0      | 11     | 3      |        |
| 2017      | 未晉級    | 未晉級    | 未晉級 | 未晉級 | 未晉級 | 未晉級 | 未晉級 | 1      | 2      | 13     | 5      |
| 2023      | 未晉級    | 未晉級    | 未晉級 | 未晉級 | 未晉級 | 未晉級 | 未晉級 | 2      | 2      | 17     | 15     |
| 2026      |           |           |        |        |        |        | 3      | 1      | 27     | 18     |        |
| 總和：2/6 | 總和：2/6 | 總和：2/6 | 0      | 3      | 7      | 15     | 9      | 5      | 68     | 41     |        |

### 洲際盃棒球賽（已停辦）
- 1995年－第六名
- 2002年－第九名

### 世界盃棒球賽（已停辦）
- 2003年－第七名
- 2005年－第十三名

### 泛美棒球錦標賽（已停辦）
- 2002年－第八名
- 2004年－第五名
- 2006年－第十一名
- 2008年－第七名